# Anders Lindbäck
Anders Lindbäck (* 3. Mai 1988 in Gävle) ist ein schwedischer Eishockeytorwart, der seit Februar 2025 bei Färjestad BK aus der Svenska Hockeyligan (SHL) unter Vertrag steht. Zuvor war Lindbäck unter anderem für die Nashville Predators, Tampa Bay Lightning, Dallas Stars, Buffalo Sabres und Arizona Coyotes in der National Hockey League (NHL) aktiv.

## Karriere

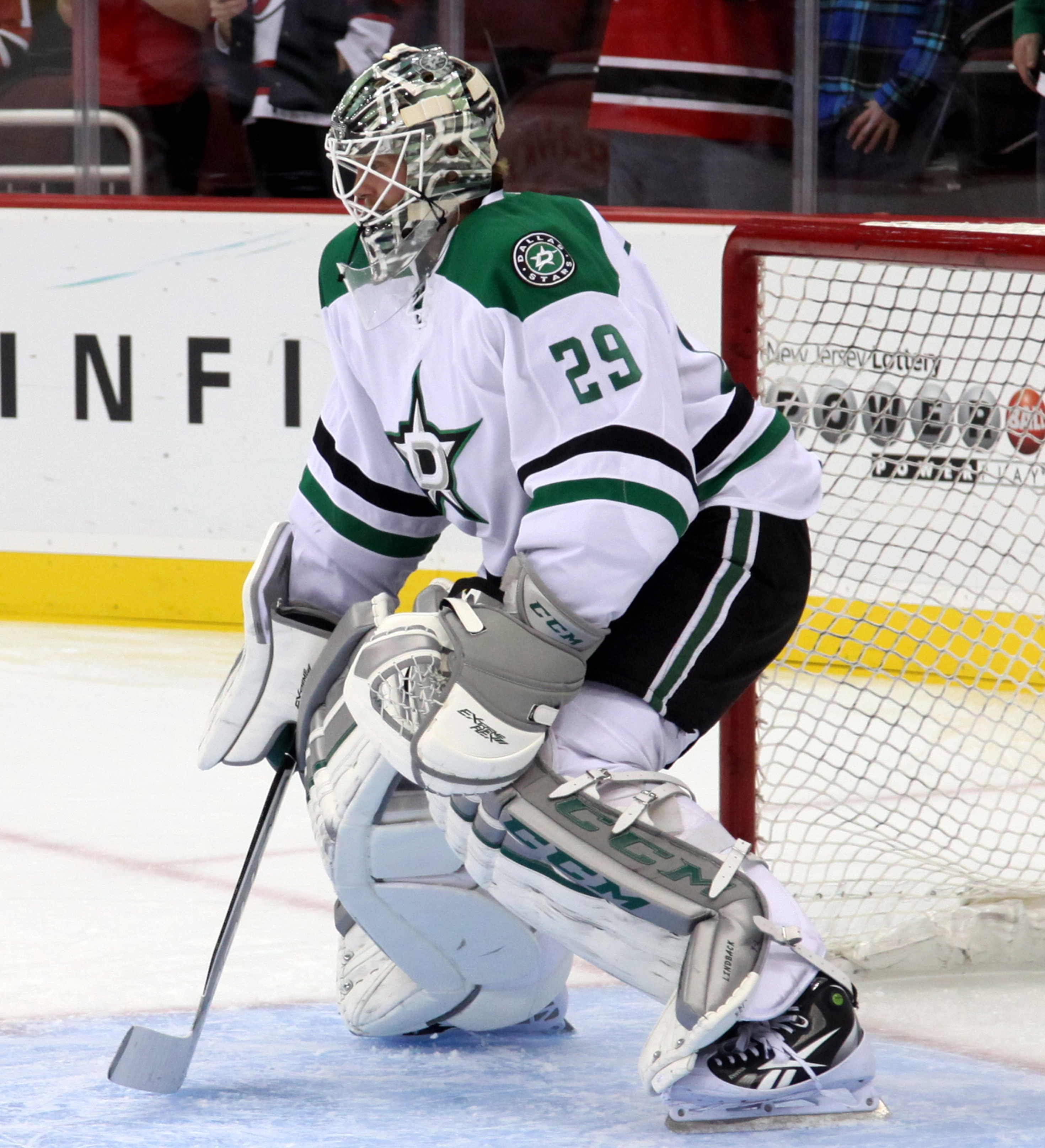
Lindbäck im Trikot der Dallas Stars (2014)

Anders Lindbäck begann seine Karriere als Eishockeyspieler in seiner Heimatstadt in der Nachwuchsabteilung von Brynäs IF, in der er bis 2007 aktiv war. Anschließend wurde der Torwart für ein Jahr an Almtuna IS aus der HockeyAllsvenskan, der zweiten schwedischen Spielklasse, ausgeliehen und stand für dessen Profimannschaft in insgesamt 18 Spielen zwischen den Pfosten. Zur Saison 2008/09 kehrte er zu Brynäs IF zurück und bestritt 27 Spiele in der Elitserien, der höchsten schwedischen Spielklasse, für seinen Heimatverein. Zur folgenden Spielzeit wechselte er innerhalb der Elitserien zum Timrå IK, bei dem er auf Anhieb Stammtorwart wurde. Vor allem in der Hauptrunde konnte er bei seinen 43 Einsätzen mit einem Gegentorschnitt von 2,46 pro Spiel und einer Fangquote von 91,3 Prozent überzeugen.
Im Mai 2010 unterschrieb Lindbäck einen Vertrag bei den Nashville Predators, die ihn bereits im NHL Entry Draft 2008 in der siebten Runde als insgesamt 207. Spieler ausgewählt hatten. In seiner ersten Spielzeit in der National Hockey League lief der schwedische Nationalspieler in der Saison 2010/11 in insgesamt 23 Partien auf. Zudem stand er in vier Spielen für Nashvilles Farmteam Milwaukee Admirals in der American Hockey League (AHL) auf dem Eis. Zur Saison 2012/13 wechselte Lindbäck von den Predators zu den Tampa Bay Lightning. Anfang Juli 2014 unterzeichnete der Schwede einen Einjahresvertrag bei den Dallas Stars.
Im Februar 2015 gaben ihn die Dallas Stars samt einem erfolgsabhängigen Drittrunden-Wahlrecht für den NHL Entry Draft 2016 an die Buffalo Sabres ab und erhielten im Gegenzug Jhonas Enroth. Bei den Sabres beendete Lindbäck die Saison, um sich anschließend als Free Agent im Rahmen eines Einjahresvertrages den Arizona Coyotes anzuschließen. Im Anschluss wurde Lindbäck im Oktober 2016 probeweise von den Ontario Reign aus der AHL unter Vertrag genommen, die damit auf die Verletzung von Jonathan Quick, dem Stammtorwart ihres NHL-Kooperationspartners aus Los Angeles, reagierten. Nach nur vier Einsätzen in Ontario wurde Lindbäcks Vertrag allerdings wieder aufgelöst, sodass er in seine Heimat zurückkehrte und sich im Dezember 2016 dem Rögle BK anschloss. In Schweden beendete Lindbäck die Saison, kehrte allerdings bereits im Juli 2017 wieder in die NHL zurück, als er sich den Nashville Predators anschloss, für die er bereits von 2010 bis 2012 aktiv war. Diese setzten ihn jedoch ausschließlich in der AHL bei den Milwaukee Admirals ein, bevor sein auslaufender Vertrag im Sommer 2018 nicht verlängert wurde.
Im September 2018 erhielt er einen Einjahresvertrag beim HC Davos aus der Schweizer National League und absolvierte 38 Partien für den Klub. Anschließend verließ er die Schweiz und wechselte zu Torpedo Nischni Nowgorod in die Kontinentale Hockey-Liga. Nach 37 Saisonspielen für Torpedo wechselte der schwedische Torhüter im Mai 2020 innerhalb der KHL zu Jokerit. Im Februar 2022 zog sich Jokerit vom Spielbetrieb der KHL zurück und Lindbäck kehrte im Mai desselben Jahres zu seinem Heimatverein Brynäs IF in die Svenska Hockeyligan (SHL) zurück. Dort war er bis zum Sommer 2024 aktiv.
Anschließend blieb der Schwede bis Oktober 2024 vertragslos, ehe er einen Monat bei den Vienna Capitals in der ICE Hockey League verbrachte und dort viermal auf dem Eis stand. Nach einer weiteren dreimonatigen Suche nach einem neuen Verein wechselte Lindbäck Anfang Februar 2025 zurück in die heimische SHL zu Färjestad BK.

### International
Für Schweden nahm Lindbäck an der Weltmeisterschaft 2010 teil, bei der er mit seiner Mannschaft die Bronzemedaille gewann. Er selbst kam im Turnierverlauf in einem Spiel zum Einsatz.

## Erfolge und Auszeichnungen
- 2010 Bronzemedaille bei der Weltmeisterschaft
- 2018 Teilnahme am AHL All-Star Classic

## NHL-Statistik
Stand: Ende der Saison 2015/16
(Legende zur Torhüterstatistik: GP oder Sp = Spiele insgesamt; W oder S = Siege; L oder N = Niederlagen; T oder U oder OT = Unentschieden oder Overtime- bzw. Shootout-Niederlage; Min. = Minuten; SOG oder SaT = Schüsse aufs Tor; GA oder GT = Gegentore; SO = Shutouts; GAA oder GTS = Gegentorschnitt; Sv% oder SVS% = Fangquote; EN = Empty Net Goal; 1 Play-downs/Relegation; Kursiv: Statistik nicht vollständig)